# Prisma (ottica)

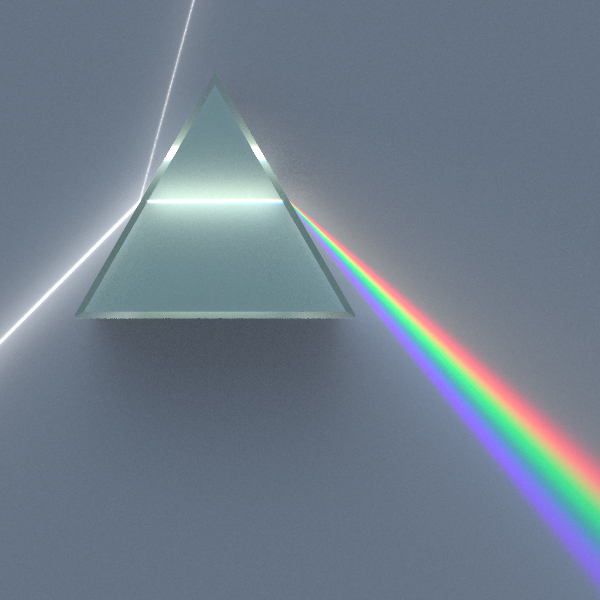
Dispersione del prisma

Il prisma usato in ottica, è un monoblocco omogeneo di vetro trasparente (o di altra materia analoga, tipo Pyrex, CR39, ecc), limitato da varie superfici piane non parallele, dette facce. Viene disegnato per assolvere due compiti principali: o come prisma dispersivo (o a dispersione o rifrangente) per disperdere i fasci di luce tramite rifrazione, o come prisma riflettente (o a riflessione) per deviare i raggi di luce tramite le varie riflessioni interne.
I prismi dispersivi rifrangono la luce, ma diversamente dai sistemi diottrici non sono in grado di formare immagini. I prismi riflessivi vengono utilizzati per deviare le immagini o i raggi, al posto degli specchi, e ottenere determinati risultati in modo più facile e più preciso nel tempo, assemblando anche insieme più prismi a formare coppie o insiemi convenienti, ma pagando però il prezzo di un maggior peso del sistema.

## Tipologie
La forma tipica dei prismi ottici è quella a sezione triangolare, ma per particolari esigenze si usano spesso anche prismi non triangolari. In alcuni casi, se il disegno del prisma non permette una riflessione totale su una faccia, è possibile aggiungere degli strati superficiali riflettenti per indurre la riflessione necessaria, come si fa con gli specchi.
L'utilizzo maggiore dei prismi a riflessione, è negli strumenti ottici di osservazione, come microscopi, binocoli e telescopi, ma anche nei mirini delle varie foto-cine-videocamere.

### Prisma triangolare
È il più elementare dei prismi dispersivi ed è anche la base di funzionamento della rifrazione diottrica di una lente. 

### Prisma dicroico
Il prisma dicroico permette di dividere il fascio di luce. Questa tipologia è utilizzata anche per l'acquisizione separata dei colori in alcune telecamere digitali. 

### Pentaprisma
Con pentaprisma ci riferisce più frequentemente al “pentaprisma a tetto” o pentaspecchio, usati sulle fotocamere reflex, ecc.

### Prisma di Abbe
Il prisma di Abbe è un prisma dispersivo a deviazione costante.

### Prisma di Abbe-Koenig
Il prisma di Abbe-Koenig è un tipo di prisma utilizzato soprattutto nei binocoli prismatici più moderni, comprende anche il prisma a tetto di Amici, per cui è catalogato come un prisma a tetto, usato per completare il raddrizzamento delle immagini dirette all'oculare (anche in telescopi).

### Prisma di Amici
Il prisma di Amici è un prisma dispersivo composto, che trova largo impiego negli spettrometri.

### Prisma a tetto di Amici

Prisma di Schmidt-Pechan

Il prisma a tetto di Amici è un tipo di prisma riflettente, utilizzato soprattutto nei binocoli prismatici più moderni (detti “a tetto”) per la costruzione di vari prismi (spesso, Schmidt-Pechan, Abbe-Koenig, ecc.), per completare il raddrizzamento delle immagini dirette all'oculare (anche in telescopi).

### Prisma di Beauernfeind
Il prisma di Beauernfeind è utilizzato per deviare il percorso ottico in microscopi, telescopi e binocoli con oculari a 45° o 60°, e usato anche nei prismi di Schmidt-Pechan.

### Prisma di Glan-Taylor
Il prisma di Glan-Taylor è un tipo di prisma polarizzatore o come beam splitter polarizzante.

### Prisma di Nicol
Prisma di Nicol è un prisma polarizzatore.

### Prisma di Pellin-Broca
Prisma di Pellin-Broca è un tipo di prisma dispersivo a deviazione costante, simile a un prisma di Abbe.

### Prisma di Porro

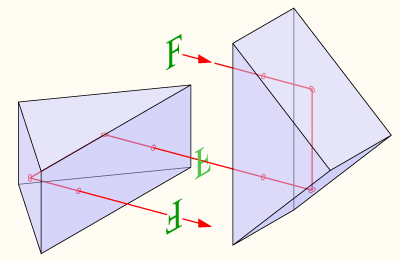
Prisma di Porro

Il prisma di Porro è uno dei migliori prisma riflettente, utilizzato soprattutto nei binocoli prismatici di forma classica, per il raddrizzamento totale delle immagini dell'obiettivo, dirette verso l'oculare, anche in telescopi. 

### Prisma di Porro-Abbe
Il prisma di Porro-Abbe è stato utilizzato in alcuni binocoli prismatici di forma meno moderna, ma viene ancora usato in alcuni bino-telescopi da stativo, ad oculari intercambiabili, sia dritti che inclinati. 

### Prisma di Wollaston
Il prisma di Wollaston è un tipo di prisma in grado di separare la luce in entrata in due fasci polarizzati ortogonalmente.